# Меркато Сан Северино
Мерка̀то Сан Северѝно (на италиански: Mercato San Severino; на неаполитански: Sanzuverin', Санцуверинъ) е община в Южна Италия, провинция Салерно, регион Кампания. Разположена е на 146 m надморска височина. Населението на общината е 22 036 души (към 2011 г.).
Административен център на общината е град Меркато (Mercato).